# Loretto (Pensilvania)
Loretto es un borough ubicado en el condado de Cambria en el estado estadounidense de Pensilvania. En el año 2000 tenía una población de 1,190 habitantes y una densidad poblacional de 451 personas por km².

## Geografía

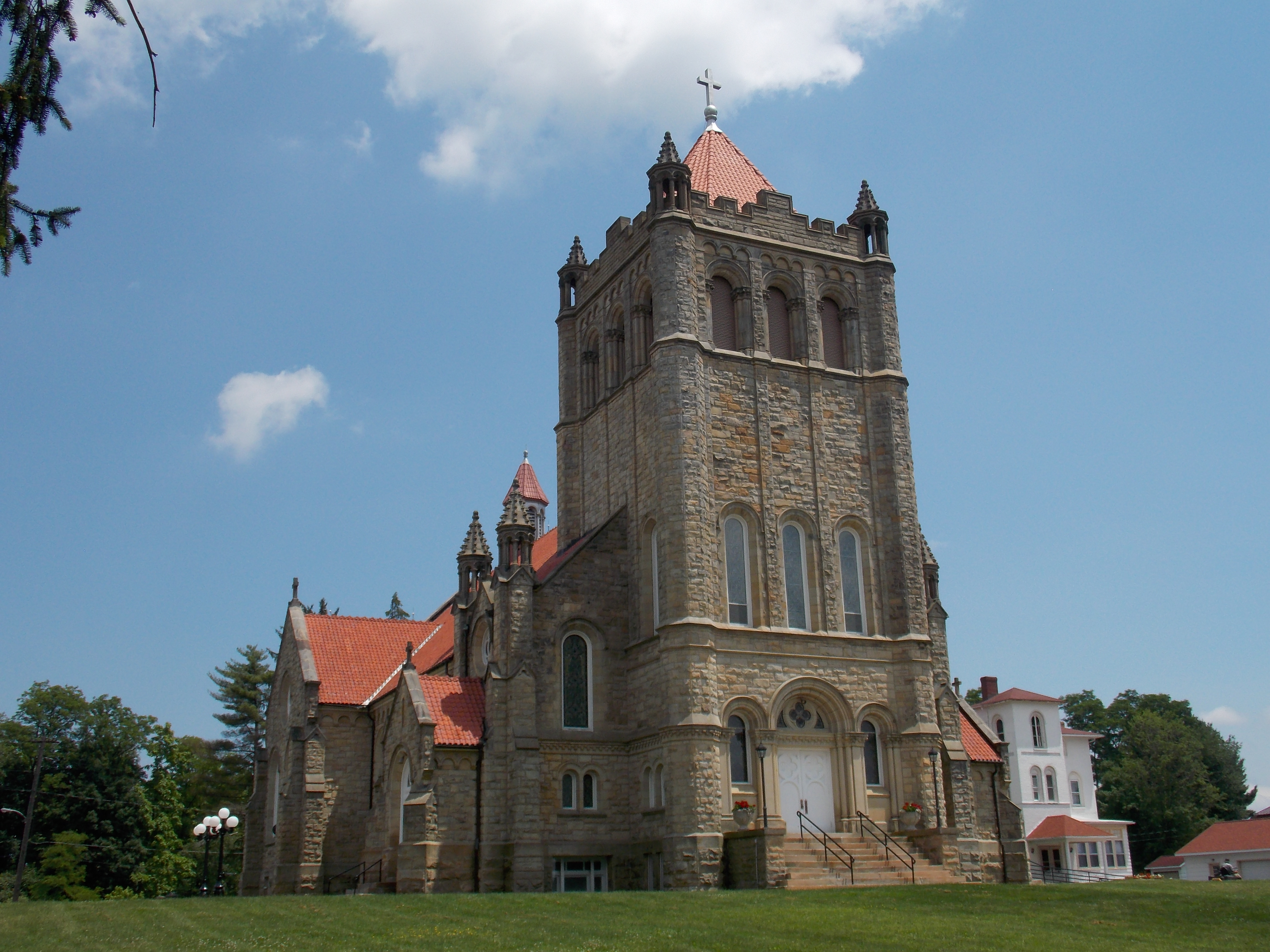
Basílica de San Miguel Arcángel

Loretto se encuentra ubicado en las coordenadas 40°30′23″N 78°38′10″O / 40.50639, -78.63611.

## Historia
Loretto fue fundado por el sacerdote católico Dimitri Dmitrievich Gallitzin en 1799 con la edificación de la basílica de San Miguel Arcángel. Su nombre se basa en Loreto (Italia), con un popular lugar católico de peregrinación.

## Demografía
Según la Oficina del Censo en 2000 los ingresos medios por hogar en la localidad eran de $30,357 y los ingresos medios por familia eran $40,750. Los hombres tenían unos ingresos medios de $30,417 frente a los $16,250 para las mujeres. La renta per cápita para la localidad era de $7,125. Alrededor del 9.1% de la población estaba por debajo del umbral de pobreza.